# Carmen Bin Laden
Carmen bin Laden ou Carmen bin Ladin (nascida Carmen Dufour, Lausana, Suiça em 1954) é uma autora suíça. Era membro da família bin Laden, tendo entrado na família por casamento com Yeslam bin Laden, um filho do patriarca Muhammad bin Laden; divorciaram-se desde então.

## Biografia
Carmen Dufour era filha de um suiço (Dufour) e a sua mãe era persa (Mirdoht-Sheybani). Foi criada em Lausana pela sua mãe juntamente com três outras irmãs.
De 1974 a 1988, foi casada com Yeslam bin Laden, um homem de negócios, meio-irmão mais velho de Osama bin Laden. Casaram-se em 1974 em Jidá, na Arábia Saudita, e após o casamento mudaram-se para Los Angeles, onde viveram algum tempo. Em 1976,  Yeslam pediu-lhe para regressar a Jidá com ele, para que pudesse trabalhar na empresa familiar, a construtora Bin Laden Corporation.
Tiveram três filhas, Wafah Dufour, Najia e Noor.
Em 1985, durante uma estadia em Genebra, decidiu não regressar à Arábia Saudita, e por fim deixou o seu marido em 1988, pedindo o divórcio em 1994. Obteve o divórcio  apenas 12 anos mais tarde, em Janeiro de 2006.
Em 2004, ela publicou o livro Inside the Kingdom: My Life in Saudi Arabia (Dentro do Reino: a minha vida na Arábia Saudita) , um relato pessoal da sua vida como esposa e mãe na Arábia Saudita. O livro proporciona uma visão,  a partir do interior,  da vida da família Bin Laden,  a sua relação com eles e com o seu ex-marido, e dos próprios  complexos mecanismos da sociedade saudita.
Ela afirma que não importa o quanto se ocidentalizaram o seu ex-marido ou outros membros da família bin Laden, eles ainda sentem fortes laços familiares e religiosos, e teriam apoiado financeiramente e protegido Osama bin Laden, se necessário, antes da sua morte em Maio de 2011.[carece de fontes?] Ela observa que muitos homens sauditas atuam num ciclo: quando são jovens,  são irrefletidos, e tomam da cultura ocidental o que é divertido e confortável - mas depois casam. Por baixo da superfície, sempre mantiveram o seu  confiante  e  inflexivel sistema de valores, que vem â tona â medida que envelhecem. Foi o que aconteceu aos bin Laden, e também à Arábia Saudita.
No seu livro, ela escreve que só tinha visto Osama bin Laden em duas ocasiões e que eles se não falavam realmente. Mesmo em sua casa, Osama "não suportava olhar para a minha cara descoberta. Ele nunca se dignou dizer-me uma palavra".
Carmen relata a desilusão e o choque crescentes após começar a viver com Yeslam na Arábia Saudita- "era outro planeta". Comenta que o país pode ser rico, mas é   provavelmente a nação menos cultivada do mundo árabe, com a concepção mais brutal e simplista das relações sociais. As famílias são chefiadas pelos patriarcas, e a obediência ao patriarca é absoluta. Os únicos valores que contam na  Arábia Saudita são a  lealdade e a submissão - primeiro ao Islão, depois ao clã.
Metade da população saudita - as mulheres - está sempre mantida atrás de muros e paredes. Gidá era um lugar sem cor - diz Carmen - a preto e branco: o branco dos thaub usados pelos homens, e alguns poucos triângulos pretos de tecido - eram as mulheres. Genebra estava a mil anos de distância.
A Arábia Saudita tem um sistema político incomum. É uma monarquia absoluta, governada por uma extensa família real (os Al Saud) em aliança com uma família de clérigos (os Al Shaykh). Um número incalculável de príncipes e princesas -talvez dez mil, diz Carmen - sustentam o seu estilo de vida faustoso quase totalmente a partir do estipêndio que recebem anualmente do Tesouro, e que é calculado segundo a idade, posição no poder e sexo. É  o sistema saudita: um número sempre crescente de membros da família real consideram a riqueza originada pelo petróleo como o seu tesouro pessoal. Apesar disso, a vida das mulheres sauditas é sufocante, obrigadas a usar sempre  a abaya no exterior das suas casas, desfavorecidas pela lei, não se podendo deslocar sem a presença dum indivíduo do  sexo oposto. Carmen comenta: "(...)Eram prisioneiras. Lá fora, estavam completamente tapadas (...) Era como carregar uma prisão às costas." As princesas tinham problemas de densidade óssea devido à falta de sol e de exercício, problemas cardíacos por comer demais, problemas psicossomáticos em abundância.  Muitas estavam deprimidas. Viviam ao lado de maridos  que não tinham quase nada a ver com elas,  e no medo constante do divórcio; viviam em dependência completa, numa espécie de sono acordado. Talvez como um  resultado do apartheid de género, algumas  princesas tinham "casos" umas com as outras, o que provavelmente pouco importa aos homens. As mulheres não são importantes para o homem saudita. Tomar posse delas, é sim muito importante - mas desde que as mulheres estejam trancadas e procriem, o que sucede entre elas pouco conta, conclui Carmen.
Contrariamente âs esperanças de Carmen,o país nunca se liberalizou. Vários acontecimentos principais  contribuíram para isso: o assassínio da princesa Misha'al al Saud em plena rua de Jidá em 1977, o assalto a Meca por um grupo extremista em 1979, a invasão do Afeganistão por tropas da União Soviética em fins de 1979. e a revolução iraniana. A reação do poder a estes episódios foi um endurecimento das regras religiosas, e um maior policiamento da sociedade pelos mutawa. A sociedade retrocedia. Também o comportamento de Yeslam bin Laden se ia modificando, e após o nascimento  da segunda filha, começou a vir à tona a sua cultura saudita. Foi contra as crianças celebrarem  os seus aniversários, uma vez que se tratava de uma tendência cristã. Nao deu importância às preocupações de Carmen sobre o que aconteceria se ele morresse: na cultura saudita, a viúva é "legada" aos parentes masculinos sobreviventes do seu marido.
Observando a deriva da sociedade saudita para um fanatismo rígido,  Carmen  já não podia estar confiante de que um dia, as  filhas poderiam optar por viver de outra maneira, se o desejassem. O modo como estavam a ser educadas, com valores de liberdade, tolerância e igualdade,  faria mais tarde com que se rebelassem com uma sociedade que as pretendia  aferrolhar.  O assassinato da Princesa Mish'al demonstrava que uma mulher rebelde  pode ser marcada para morrer. A escritora comenta que os sauditas são os Taliban, com luxo.
Seguidamente ầ sua decisão, em 1985, de não  regressar à Arábia Saudita, a relação entre a autora e o marido não parou de se deteriorar. Mesmo assim, em 1987, nasce a terceira filha do casal, Noor, apesar de Yeslam lhe ter pedido que abortasse. Carmen surpreendeu Yeslam na companhia de  outras mulheres.  Ela alega que o seu ex-marido se envolveu em chantagem emocional incluindo a ameaça de raptar as suas filhas, e praticou adultério.  Yeslam bin Laden estava alegadamente pouco envolvido e desinteressado na vida da sua ex-mulher e filhas.            
Em Janeiro de 1988, Yeslam saiu do lar comum, batendo com a porta. Em 1994, Carmen pediu o divórcio. Seguiu-se uma batalha jurídica arrastada durante vários anos, com o ex-marido tentando manter o controle dela, e  exigindo o direito de levar Noor para a Arábia Saudita. Segundo Carmen, Yeslam arrastou o processo durante o maior tempo possível, a fim de  poder esconder os seus bens  e privar as crianças e ela de apoio financeiro. Após ter sido concedida a  Carmen a custódia das filhas, o ex-marido alegou não ser pai de Noor, o que forçou testes de DNA que provaram o contrário. A partir desse dia Yeslam nunca mais falou âs filhas ou a Carmen.             
Yeslam obteve em 2001 um passaporte suíço supostamente com o objectivo de prosseguir uma  relação com as filhas, com as quais porém tinha cortado por completo qualquer contato.
Atualmente a escritora, ja divorciada,  vive na Suiça com as filhas.